# Sennecey-le-Grand
Sennecey-le-Grand – miejscowość i gmina we Francji, w regionie Burgundia-Franche-Comté, w departamencie Saona i Loara.
Według danych na rok 1990 gminę zamieszkiwało 2568 osób, a gęstość zaludnienia wynosiła 96 osób/km² (wśród 2044 gmin Burgundii Sennecey-le-Grand plasuje się na 76. miejscu pod względem liczby ludności, natomiast pod względem powierzchni na miejscu 239.).